# Fryderyki 2003
Fryderyki 2003 – 10. edycja polskich nagród muzycznych Fryderyków, przyznawanych przez Akademię Fonograficzną (powołaną przez Związek Producentów Audio-Video), honorująca dokonania przemysłu muzycznego w roku 2003. Ceremonia wręczenia nagród odbyła się 9 marca 2004 w Traffic Clubie w Warszawie. Galę poprowadził dziennikarz Hirek Wrona. Ze względu na brak zainteresowania kanałów telewizyjnych, nie odbyła się jej transmisja.
Nagrody konkursowe zostały przyznane w 28 kategoriach (19 w sekcji muzyki rozrywkowej, 2 w sekcji muzyki jazzowej i 7 w sekcji muzyki poważnej). Najwięcej nominacji (8) otrzymała Narodowa Orkiestra Symfoniczna Polskiego Radia w Katowicach. Najwięcej nagród (5) zdobył Adam Nowak. 4 nagrody wygrał zespół Raz, Dwa, Trzy, zaś po 2 Adam Kruszewski, Chór Polskiego Radia w Krakowie, Eugenia Umińska, Grzegorz Fitelberg, Janusz Olejniczak, Jerzy Maksymiuk, Narodowa Orkiestra Symfoniczna Polskiego Radia w Katowicach, Piotr Wojtasik, Polski Chór Kameralny Schola Cantorum Gedanensis, Sinfonia Varsovia i Sistars. Poza nagrodami konkursowymi zostały przyznane dwa Złote Fryderyki.

## Prezenterzy
Prezenterzy podczas gali:
- Paweł Kostrzewa – wręczenie nagród w sekcji muzyki rozrywkowej
- Mariusz Adamiak – wręczenie nagród w sekcji muzyki jazzowej
- Jan Chojnacki i Wojciech Waglewski – wręczenie Złotego Fryderyka dla Tadeusza Nalepy

## Laureaci i nominowani

### Sekcja muzyki rozrywkowej
| Piosenka roku | Nowa twarz fonografii |
| --- | --- |
| - „Trudno nie wierzyć w nic” – Raz, Dwa, Trzy - „Kiedyś cię znajdę” – Reni Jusis - „Siłacz” – Marcin Rozynek - „Testosteron” – Kayah - „You May Be In Love” – Blue Café | - Sistars - 15 Minut Projekt - Ewelina Flinta - Makowiecki Band - Tosteer |
| Wokalista roku | Wokalistka roku |
| - Marcin Rozynek - Adam Nowak - Artur Rojek - Maciej Maleńczuk - Ryszard Rynkowski | - Anna Maria Jopek - Katarzyna Nosowska - Beata Kozidrak - Kayah - Reni Jusis |
| Grupa roku | Videoclip roku |
| - Raz, Dwa, Trzy - Blue Café - Hey - Myslovitz - Sistars | - „Wolność słowa” – Püdelsi (reżyseria: Paweł Bogosz) - „Bones of Love” – Anita Lipnicka i John Porter (reżyseria: Bolesław Pawica i Jarosław Szoda) - „Kiedyś cię znajdę” – Reni Jusis (reżyseria: Monika Chojnacka) - „Testosteron” – Kayah (reżyseria: Bolesław Pawica i Jarosław Szoda) - „Trudno nie wierzyć w nic” – Raz, Dwa, Trzy (reżyseria: Anna Maliszewska) |
| Kompozytor roku | Autor roku |
| - Andrzej Smolik - Jan Borysewicz - Kayah - Marcin Rozynek - Paweł Rurak-Sokal | - Adam Nowak - Kayah - Maciej Maleńczuk, Franz Dreadhunter i Andrzej Bieniasz - Katarzyna Nosowska - Marcin Rozynek |
| Album roku pop | Album roku rock |
| - Nieprzyzwoite piosenki – Anita Lipnicka i John Porter - Borysewicz & Kukiz – Jan Borysewicz i Paweł Kukiz - Farat – Anna Maria Jopek - Księga urodzaju – Marcin Rozynek - Stereo typ – Kayah | - Music Music – Hey - Koncertowy – Hey - Pocałunek mongolskiego księcia – Armia - T.Live – T.Love - Testosterone – Tosteer |
| Album roku hip-hop | Album roku muzyka klubowa |
| - Siła sióstr – Sistars - Autentyk 2 – Vienio i Pele - Ironia – Paresłów - Mezokracja – Mezo - 3h hajs, hajs, hajs – Tede | - Trans Misja – Reni Jusis - F3 – Tworzywo Sztuczne - Smolik 2 – Andrzej Smolik |
| Album roku heavy metal | Album roku muzyka alternatywna |
| - I odpuść nam nasze winy – Frontside - Crack y Rocc – Wrinkled Fred - Zmienne nastroje rytmów nowoczesnych – Contra | - Trudno nie wierzyć w nic – Raz, Dwa, Trzy - 2 – Cool Kids of Death - Tequila – Pogodno - Voo Voo z kobietami – Voo Voo - Wolność słowa – Püdelsi |
| Album roku etno / folk | Album roku piosenka poetycka |
| - Total blaga – Dziubek - A w niedziela rano – Tołhaje - Albośmy to jacy tacy – Zespół Pieśni i Tańca „Śląsk” - Art.pl – Swoją Drogą - Galoop – Brathanki | - Tryptyk Rzymski – Stanisław Soyka - Ballady polskie – Tadeusz Woźniak - Consensus – Jan Kanty Pawluśkiewicz - Powrót brata – Kuba Sienkiewicz - Zamknięty rozdział – Wojciech Młynarski |
| Album roku reedycje, nagrania archiwalne | Najlepszy album zagraniczny |
| - Od początku II – Czesław Niemen - Antologia – Lady Pank - Block to Block – De Press - Komplet – Republika - Piosenki Jeszcze Starszych Panów – Jeremi Przybora i Jerzy Wasowski | - Life for Rent – Dido - Elephant – The White Stripes - Hail to the Thief – Radiohead - Think Tank – Blur - Speakerboxxx/The Love Below – Outkast |
| Produkcja muzyczna roku | |
| - Trudno nie wierzyć w nic – Raz, Dwa, Trzy - produkcja: Marcin Pospieszalski i Rafał Paczkowski - „Kiedyś cię znajdę” – Reni Jusis - produkcja: Reni Jusis i Michał Przytuła - Księga urodzaju – Marcin Rozynek - produkcja: Leszek Biolik, Marcin Gajko i Leszek Kamiński - „Muka!” – Hey - produkcja: Paweł Krawczyk i Leszek Kamiński - „Testosteron” – Kayah - produkcja: Krzysztof Pszona, Kayah i Leszek Kamiński | |

### Sekcja muzyki jazzowej
| Jazzowy album roku | Jazzowy muzyk roku                                                                                 |
| --- | -------------------------------------------------------------------------------------------------- |
| - Hope – Piotr Wojtasik - Tryby – (0-58) - Nahorny – Karłowicz – Włodzimierz Nahorny - Standards – Zbigniew Namysłowski Quintet - Zamyślenie – Wojciech Majewski Quintet | - Piotr Wojtasik - Grażyna Auguścik - Henryk Miśkiewicz - Wojciech Majewski - Zbigniew Namysłowski |

### Sekcja muzyki poważnej
| Najwybitniejsze nagranie muzyki polskiej |
| --- |
| - Grzegorz Fitelberg – nagrania historyczne 1948–1953 - soliści: Eugenia Umińska – skrzypce - orkiestra/zespół: Narodowa Orkiestra Symfoniczna Polskiego Radia w Katowicach - dyrygent/kierownik artystyczny: Grzegorz Fitelberg - Utwory Henryka Mikołaja Góreckiego - soliści: Adam Kruszewski – baryton, Janusz Olejniczak – fortepian - orkiestra/zespół: Chór Polskiego Radia, Polski Chór Kameralny Schola Cantorum Gedanensis, Sinfonia Varsovia - dyrygent/kierownik artystyczny: Jerzy Maksymiuk - Karłowicz, Kilar – Serenada, Siwa Mgła, Orawa - soliści: Andrzej Bachleda-Curuś – tenor - orkiestra/zespół: Polska Orkiestra Kameralna, Orkiestra Filharmonii Poznańskiej - dyrygent/kierownik artystyczny: Wojciech Michniewski - Lipiński – Koncerty skrzypcowe nr 2, 3, 4 - soliści: Albrecht Breuninger – skrzypce - orkiestra/zespół: Polska Orkiestra Radiowa - dyrygent/kierownik artystyczny: Wojciech Rajski - Penderecki – Koncerty skrzypcowe nr 1 i 2 - soliści: Konstanty Andrzej Kulka – skrzypce, Chee-Yun – skrzypce - orkiestra/zespół: Narodowa Orkiestra Symfoniczna Polskiego Radia w Katowicach - dyrygent/kierownik artystyczny: Antoni Wit - Penderecki – Pasja wg Świętego Łukasza - soliści: Izabela Kłosińska – sopran, Adam Kruszewski – baryton, Romuald Tesarowicz – bas, Krzysztof Kolberger – recytacja - orkiestra/zespół: Chór i Orkiestra Filharmonii Narodowej w Warszawie - dyrygent/kierownik artystyczny: Antoni Wit - Penderecki – Te Deum, Lacrimosa - soliści: Jadwiga Gadulanka – sopran, Ewa Podleś – mezzosopran, Wiesław Ochman – tenor, Andrzej Hiolski – baryton - orkiestra/zespół: Chór i Orkiestra Symfoniczna Polskiego Radia w Krakowie - dyrygent/kierownik artystyczny: Krzysztof Penderecki - Stabat Mater, Litania, Demeter - soliści: Jadwiga Gadulanka – sopran, Jadwiga Rappé – alt, Andrzej Hiolski – baryton - orkiestra/zespół: Wielka Orkiestra Symfoniczna Polskiego Radia i Telewizji w Katowicach, Chór Polskiego Radia w Krakowie - dyrygent/kierownik artystyczny: Antoni Wit |
| Album roku muzyka dawna |
| - By lutnia mówić umiała - soliści: Marcin Zalewski, Michał Gondko – lutnia - Julian Gembalski – organy fromborskie - soliści: Julian Gembalski – organy - Musica Rediviva - orkiestra/zespół: Ars Cantus - dyrygent/kierownik artystyczny: Tomasz Dobrzański |
| Album roku muzyka kameralna |
| - Astor Piazzolla – Tango - soliści: Klaudiusz Baran – akordeon, Michał Nagy – gitara, Tomasz Strahl – wiolonczela - orkiestra/zespół: Royal String Quartet - dyrygent/kierownik artystyczny: Klaudiusz Baran - Mozart, Brahms – Clarinet Quintets - soliści: Woytek Mrozek – klarnet - orkiestra/zespół: Camerata Quartet (Włodzimierz Promiński – I skrzypce, Andrzej Kordykiewicz – II skrzypce, Piotr Reichert – altówka, Roman Hoffmann – wiolonczela) - Siesta - soliści: Alina Mleczko – saksofon, Paweł Pańta – kontrabas - orkiestra/zespół: Kwartet Prima Vista (Krzysztof Bzówka – I skrzypce, Józef Kolinek – II skrzypce, Dariusz Kisieliński – altówka, Jerzy Muranty – wiolonczela) - Tańce… i po tańcach - orkiestra/zespół: Kwartet Śląski (Szymon Krzeszowiec – skrzypce, Arkadiusz Kubica – skrzypce, Łukasz Syrnicki – altówka, Piotr Janosik – wiolonczela) - Tria fortepianowe - orkiestra/zespół: Kaja Danczowska – skrzypce, Dorota Imiełowska – wiolonczela, Mariola Cieniawa – fortepian |
| Album roku muzyka solowa |
| - Witold Małcużyński Plays Bach-Busoni, Brahms, Franck - soliści: Witold Małcużyński – fortepian - Andrzej Chorosiński – organy fromborskie - soliści: Andrzej Chorosiński – organy - Kuba Jakowicz – recital skrzypcowy - soliści: Kuba Jakowicz – skrzypce, Bartosz Bednarczyk – fortepian - Preludia C. Debussy’ego - soliści: Wojciech Świtała – fortepian - Sergey Rachmaninov – Piano Works - soliści: Beata Bilińska – fortepian |
| Album roku muzyka wokalna |
| - Ewa Podleś, Garrick Ohlsson – Live - soliści: Ewa Podleś – kontralt, Garrick Ohlsson – fortepian - Anatomia kobyły - soliści: Apolonia Nowak, Paweł Majewski – śpiew - orkiestra/zespół: Ars Nova - dyrygent/kierownik artystyczny: Jacek Urbaniak - Msze – Jan Maklakiewicz - soliści: Iwona Hossa – sopran - orkiestra/zespół: Chór Filharmonii Narodowej - dyrygent/kierownik artystyczny: Henryk Wojnarowski - Paweł Łukaszewski – Kolędy - orkiestra/zespół: Polski Chór Kameralny Schola Cantorum Gedanensis - dyrygent/kierownik artystyczny: Jan Łukaszewski - Stabat Mater, Litania, Demeter - soliści: Jadwiga Gadulanka – sopran, Jadwiga Rappé – alt, Andrzej Hiolski – baryton - orkiestra/zespół: Wielka Orkiestra Symfoniczna Polskiego Radia i Telewizji w Katowicach, Chór Polskiego Radia w Krakowie - dyrygent/kierownik artystyczny: Antoni Wit |
| Album roku muzyka orkiestrowa |
| - Grzegorz Fitelberg – nagrania historyczne 1948–1953 - soliści: Eugenia Umińska – skrzypce - orkiestra/zespół: Narodowa Orkiestra Symfoniczna Polskiego Radia w Katowicach - dyrygent/kierownik artystyczny: Grzegorz Fitelberg - Karłowicz, Kilar – Serenada, Siwa Mgła, Orawa - soliści: Andrzej Bachleda-Curuś – tenor - orkiestra/zespół: Polska Orkiestra Kameralna, Orkiestra Filharmonii Poznańskiej - dyrygent/kierownik artystyczny: Wojciech Michniewski - Karłowicz, Weiner, Bacewicz, Orbán - orkiestra/zespół: Erdödy Chamber Orchestra - dyrygent/kierownik artystyczny: Łukasz Borowicz, Zsolt Szefcsik - Mahler – Symphony nr 1, Sibelius – Valse Triste - orkiestra/zespół: Narodowa Orkiestra Symfoniczna Polskiego Radia w Katowicach - dyrygent/kierownik artystyczny: Gabriel Chmura - Stanisław Skrowaczewski - orkiestra/zespół: Narodowa Orkiestra Symfoniczna Polskiego Radia w Katowicach - dyrygent/kierownik artystyczny: Stanisław Skrowaczewski |
| Album roku muzyka współczesna |
| - Utwory Henryka Mikołaja Góreckiego - soliści: Adam Kruszewski – baryton, Janusz Olejniczak – fortepian - orkiestra/zespół: Chór Polskiego Radia, Polski Chór Kameralny Schola Cantorum Gedanensis, Sinfonia Varsovia - dyrygent/kierownik artystyczny: Jerzy Maksymiuk - Chyrzyński, Górecki, Knapik, Lasoń, Szabelski - orkiestra/zespół: Orkiestra Muzyki Nowej - dyrygent/kierownik artystyczny: Aleksander Lasoń, Szymon Bywalec - Lutosławski – Double Concerto, Dance Preludes, Chain I - soliści: Zbigniew Kaleta – klarnet, Arkadiusz Krupa – obój, Rafał Kwiatkowski – wiolonczela, Urszula Kryger – sopran - orkiestra/zespół: Narodowa Orkiestra Symfoniczna Polskiego Radia w Katowicach - dyrygent/kierownik artystyczny: Antoni Wit - Marek Moś, Orkiestra „Aukso” – Współcześnie - soliści: Andrzej Bauer, Janusz Olejniczak - orkiestra/zespół: Orkiestra Kameralna Miasta Tychy Aukso - dyrygent/kierownik artystyczny: Marek Moś - Wojciech Kilar – Missa pro pace - soliści: Zofia Kilanowicz – sopran, Jadwiga Rappé – alt, Charles Daniels – tenor, Piotr Nowacki – bas - orkiestra/zespół: Orkiestra Symfoniczna Filharmonii Wrocławskiej, Chór Opery Dolnośląskiej - dyrygent/kierownik artystyczny: Marek Pijarowski - przygotowanie chóru: Alan Urbanek |

### Złote Fryderyki

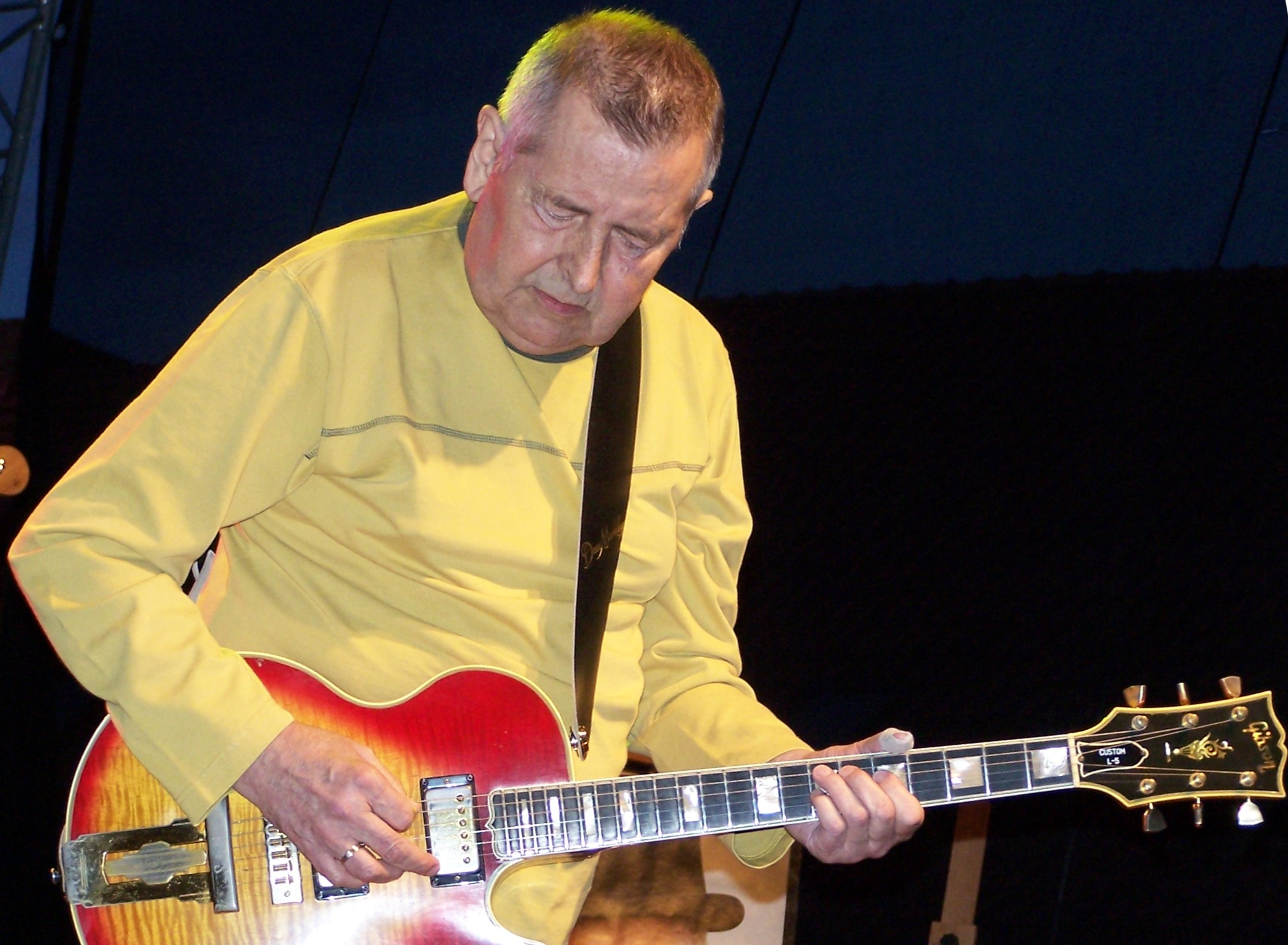
Tadeusz Nalepa, laureat Złotego Fryderyka

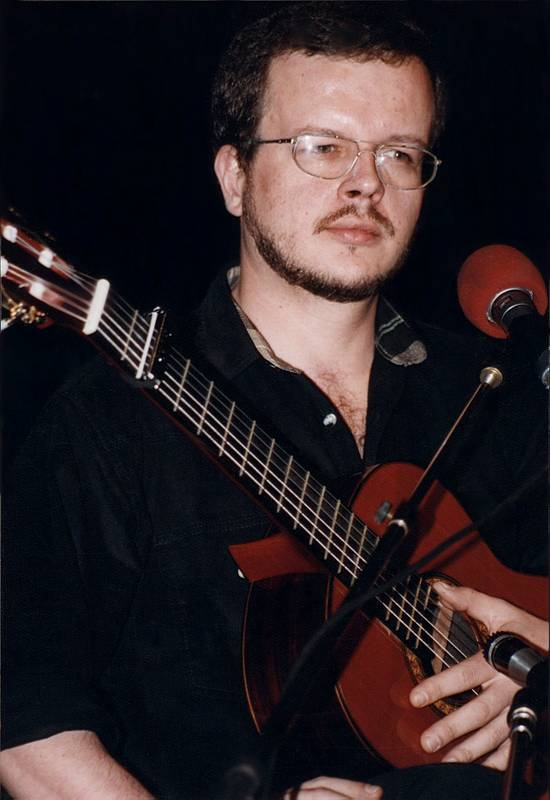
Jacek Kaczmarski, laureat Złotego Fryderyka

Laureaci Złotych Fryderyków:
- Tadeusz Nalepa
- Jacek Kaczmarski

## Statystyki
| Liczba | Osoba/zespół |
| ------ | --- |
| 5      | Adam Nowak |
| 4      | Raz, Dwa, Trzy |
| 2      | Adam KruszewskiChór Polskiego Radia w KrakowieEugenia UmińskaGrzegorz FitelbergJanusz OlejniczakJerzy MaksymiukNarodowa Orkiestra Symfoniczna Polskiego Radia w KatowicachPiotr WojtasikPolski Chór Kameralny Schola Cantorum GedanensisSinfonia VarsoviaSistars |

| Liczba | Osoba/zespół |
| ------ | --- |
| 8      | Narodowa Orkiestra Symfoniczna Polskiego Radia w Katowicach |
| 7      | Adam NowakKayah |
| 6      | Katarzyna NosowskaMarcin Rozynek |
| 5      | Antoni WitChór Polskiego Radia w KrakowieRaz, Dwa, TrzyReni Jusis |
| 4      | HeyMaciej Maleńczuk |
| 3      | Adam KruszewskiAndrzej BieniaszAndrzej HiolskiFranz DreadhunterJadwiga GadulankaJadwiga RappéJan BorysewiczJanusz OlejniczakLeszek KamińskiPaweł Rurak-SokalPolski Chór Kameralny Schola Cantorum GedanensisSistars |